# Fiat 132
La Fiat 132 è una berlina tre volumi 4 porte con motore anteriore longitudinale e trazione posteriore prodotta dalla FIAT a partire dal 1972, che ha sostituito il modello "125" nella gamma aziendale.

## Il contesto
La progettazione di questo modello ha radici nel 1965 (la 125 nacque proprio per ovviare ai tempi lunghi di progettazione di un nuovo pianale e vettura), e l'auto vide la luce inizialmente con due motorizzazioni: la 1600 (1592 cm³, alesaggio x corsa 80 x 79,2 mm, in allestimento normale e Special) con 98 CV a 6000 giri/min, in grado di raggiungere 165 km/h; e la 1800 (1756 cm³, alesaggio x corsa 84 x 79,2 mm, nel solo allestimento Special) con 105 CV a 6000 giri/min e velocità massima 170 km/h. La carrozzeria era figlia della moda degli anni settanta, caratterizzata dal frontale con 4 fari anteriori circolari e dalla particolarità, per l'epoca, dei finestrini anteriori privi dei deflettori. La 132 è la prima Fiat assemblata parzialmente da robot: alcuni elettrosaldatori applicano punti di saldatura alla carrozzeria.
Al motore era accoppiato un cambio a 4 marce (la quinta marcia, "di riposo", era a richiesta), mentre un cambio automatico epicicloidale a tre velocità con convertitore di coppia idraulico era offerto come optional. Le sospensioni ricalcano, seppur con lievi modifiche, lo schema già adottato dalla 125: anteriori a quadrilateri trasversali con bracci oscillanti sovrapposti, molle elicoidali e ammortizzatori idraulici coassiali a doppio effetto; posteriori ad assale rigido con molle elicoidali e ammortizzatori idraulici coassiali a doppio effetto (anziché balestre, come la progenitrice) più una coppia di biellette di ancoraggio supplementari. Barra stabilizzatrice sull'anteriore, per controllare il coricamento laterale in curva, migliorando la tenuta di strada alle elevate velocità. Impianto frenante a dischi sulle quattro ruote, con doppio circuito, servofreno e correttore di frenata sul circuito posteriore.
Gli interni della vettura sono appropriati per il segmento che la Fiat voleva andare a occupare: quello delle berline di classe e rappresentanza. I sedili, ampi e molto comodi, sono realizzati in similpelle o in panno con trattamento antitarme, in pendant con i pannelli delle portiere, ricchi, peraltro, di vistose cromature. Il pavimento è in moquette, mentre il padiglione viene realizzato in materiale sintetico traforato. Il cruscotto presenta inserti in finta radica e racchiude in sé una strumentazione circolare molto completa (Veglia Borletti): tachimetro, contagiri elettronico (optional), indicatori di livello benzina e temperatura dell'acqua, orologio e pressione dell'olio (optional). Il volante è a due razze, disassate rispetto al centro (per consentire una migliore visibilità della strumentazione), ed è a inclinazione regolabile; esso è dotato di un piantone snodato collassabile di sicurezza: in caso di incidente stradale esso si ripiega in tre parti, non penetrando nell'abitacolo non mette a rischio il torace del guidatore. Sempre in tema di sicurezza, vengono adottati ulteriori accorgimenti, come la carrozzeria a struttura differenziata ad assorbimento controllato di forze d'urto e il rinforzo delle portiere con profilati in acciaio scatolato, al fine di preservare gli occupanti in caso di impatto laterale.
La 132 era proposta nelle versioni normale, più economica, e Special (S), che prevedeva, invece, una numerosa serie di optional. Le principali dotazioni, a richiesta, sono: cambio a 5 marce, cambio automatico, differenziale autobloccante, condizionatore d'aria, ruote in lega leggera, vernice metallizzata, poggiatesta per i sedili anteriori, lunotto termico, cristalli atermici e accensione elettronica.
La prima serie fu prodotta fino al 1974 e sostituita da una seconda (1600 GL/GLS e 1800 GLS) che presentava alcune modifiche di carrozzeria (nuova calandra cromata, gruppo ottico posteriore maggiorato e, soltanto nei modelli GLS, nuovi fregi cromati laterali), meccanica invariata, eccezion fatta per un lieve incremento di potenza del motore 1.8 litri, prima a 107 CV e poi a 111 CV (velocità massima invariata a 170 km/h). La sigla GL significava "GranLuce": infatti la vettura presentava la linea di cintura abbassata, con leggero ampliamento delle superfici vetrate laterali, e il lunotto posteriore ampliato verso il baule. Tale modifica si era resa necessaria per aumentare la luminosità dell'abitacolo e la visibilità posteriore, eliminando, peraltro, la fascia di raccordo in lamiera tra baule e lunotto, esposta a facili corrosioni. A tal proposito vennero adottati (per l'epoca) accorgimenti innovativi per scongiurare la corrosione: le lamiere subivano un trattamento chimico a base di fosfati di zinco e manganese; la scocca veniva immersa in vernice antiruggine tramite elettroforesi. Il sottoscocca e i passaruota venivano ulteriormente trattati a spruzzo con cloruro di polivinile, per preservarli dall'azione chimica e abrasiva del sale antighiaccio e del pietrisco stradale; le ruote, particolarmente soggette alla corrosione, venivano trattate con polveri epossidiche ad alto spessore protettivo. L'insieme di tali aggiornamenti resero il corpo vettura più piacevole, ricercato e duraturo. La motorizzazione di 1.6 litri subisce una leggera riduzione di cilindrata a 1585 cm³ (alesaggio x corsa 84 x 71,5 mm), tuttavia le sue prestazioni rimangono invariate. La vettura ora adotta pneumatici ribassati "barra 70" anziché quelli tradizionali dell'epoca (corrispondenti ai "barra 80" attuali). Nella seconda serie della 132 avviene la sostituzione definitiva dei motori bialbero con alesaggio di 80 mm con le unità di alesaggio 84 mm, sempre bialbero, quindi con corsa più corta per il 1.6 e 1.8 litri. Inoltre permette la realizzazione futura di un "2 litri". Le varie cubature vengono ottenute, a parità di alesaggio, utilizzando alberi motore con corsa di 71,5 oppure 79,2 mm.
Va detto che, fino a quel momento, a differenza di quanto accadde con la 125, che era stata una delle più indovinate della Fiat, la 132 non piacque molto al pubblico, tant'è vero che sembrava avviarsi ormai alla sua uscita di produzione. La terza serie, che fece la sua comparsa nel 1977, invece la rese più gradita e piacevole: la calandra fu ancora ritoccata riavvicinandosi a quella del modello iniziale, furono aggiunte fasce paracolpi sulle fiancate e disegnati nuovi (e vistosi) cerchi ruota, soprannominati "a quadrifoglio", di diametro 14 pollici in luogo dei 13 pollici delle serie precedenti. La modifica più appariscente fu quella apportata ai paraurti, che vennero realizzati, secondo lo stile Fiat dell'epoca, in resina con armatura metallica. Diverse modifiche e irrobustimenti all'interno della scocca aumentarono il già buon livello di sicurezza della vettura. Gli interni fecero un salto di qualità con l'adozione di nuovi rivestimenti di un piacevole velluto, i sedili anteriori erano più grandi con poggiatesta di serie e un'anima rigida all'interno (così la schiena di chi sedeva davanti non poteva sentire eventuali ginocchiate dei passeggeri posteriori più alti). Venne adottato un nuovo cruscotto a strumentazione quadrata e un nuovo padiglione, che aveva la particolarità delle 4 alette parasole (2 laterali e 2 sul parabrezza) a scomparsa. Vetri elettrici anteriori di serie. Anche le motorizzazioni subirono un aggiornamento: spariva la versione 1.8 litri, sostituita da un propulsore, sempre derivato dal bialbero Fiat, di 1995 cm³, alesaggio x corsa 84 x 90 mm, erogante una potenza di 112 CV a 5600 giri/min, per 170 km/h di velocità massima. Invariata la motorizzazione più piccola di 1.6 litri. Cambio a 5 rapporti di serie, con possibilità dell'opzione della trasmissione automatica. La Casa dava inoltre la possibilità, solo per la 2000, di scegliere il rapporto al ponte tra due valori: uno "lungo" per favorire la marcia autostradale e uno "corto" per privilegiare invece accelerazione e ripresa. L'impianto frenante è modificato: all'avantreno, grazie all'adozione dei nuovi cerchi, il diametro dei dischi è maggiorato da 240 a 250 mm; al retrotreno vengono adottati i tamburi in luogo dei dischi. La versione 2000 adotta il servosterzo e gli alzacristalli elettrici di serie. La vettura ha ora la possibilità di essere equipaggiata a richiesta con pneumatici di elevate prestazioni quali Pirelli P6 e Michelin TRX, con sezione ribassata "barra 60".
Nel maggio del 1978 venne aggiunta la motorizzazione a gasolio con i motori diesel 2.000 (1995 cm³, 60 CV a 4400 giri/min, 130 km/h) e 2.500 (2445 cm³, 72 CV a 4200 giri/min, 145 km/h), prodotti dalla Sofim di Foggia (adottati in seguito anche dai veicoli commerciali di Fiat, Peugeot e Citroën). Trasmissione sempre a 5 rapporti, servosterzo. Le versioni diesel sono riconoscibili per la "gobba" del cofano anteriore, piuttosto diffusa nelle auto diesel dell'epoca. La motorizzazione 2500 inizialmente era penalizzata dall'IVA al 35%, poi il limite per l'aliquota del 18% fu portato per i diesel a 2500 cc, e quindi le preferenze degli acquirenti si spostarono sulla versione di maggiore cilindrata e maggiori prestazioni.
L'ultima evoluzione del modello fu l'introduzione nel 1979 del motore 2000 con alimentazione a iniezione elettronica Bosch LE-Jetronic con 122 Cv a 5300 giri/min e una velocità massima incrementata a 175 km/h, con prestazioni notevolmente più brillanti della 2000 a carburatore anche per via dell'accorciamento dei rapporti del cambio e del rapporto finale al ponte, adottato "corto" in via definitiva. Lieve miglioramento del consumo, anche grazie al nuovo dispositivo "Cut-Off" in grado di tagliare l'afflusso di carburante al motore in fase di rilascio del gas. La versione 2000 con alimentazione a carburatore rimase comunque in listino.
La gamma dei colori con cui veniva proposta sul mercato, era composta, per la prima serie, da Rosso Fiat, Verde oliva, Blu scuro, Blu sera metallizzato, Beige sahara, Champagne metallizzato, Nero, Grigio metallizzato, Bianco vela e Marrone testa di moro. Per la seconda serie, erano invece disponibili i colori Rosso ossido (cod.163), Arancio scuro (cod.200), Bianco (cod.233), Giallo champagne (cod.238), Verde prato (cod.336), Verde chiaro (cod.358), Azzurro chiaro metallizzato (cod.400), Blu scuro (cod.456), Champagne metallizzato (cod.577) e Alluminio metallizzato (cod.620).
Per gli ultimi anni di produzione rimase l'ammiraglia della casa torinese in seguito al ritiro dal catalogo della Fiat 130, e nel maggio del 1981 uscì di produzione sostituita dalla Argenta, sua stretta derivazione.

## Motorizzazioni[4][5]
| Modello    | Disponibilità    | Motore  | Cilindrata (cm³) | Potenza    | Coppia max (kgm) | Emissioni CO2 (g/km) | 0–100 km/h (secondi) | Velocità max (km/h) | Consumo medio (l/100 km) |
| 1.6        | dal 1972 al 1976 | Benzina | 1592             | 98 CV DIN  | 13,2             | n.d                  | n.d                  | 165                 | 10                       |
| 1.6        | dal 1976 al 1981 | Benzina | 1585             | 98 CV DIN  | 13,4             | n.d                  | n.d                  | 165                 | 10                       |
| 1.8        | dal 1972 al 1974 | Benzina | 1756             | 105 CV DIN | 14,4             | n.d                  | n.d                  | 170                 | 9,4                      |
| 1.8        | dal 1974 al 1977 | Benzina | 1756             | 111 CV DIN | 15,1             | n.d                  | n.d                  | 170                 | 9,4                      |
| 2.0        | dal 1977 al 1981 | Benzina | 1995             | 112 CV DIN | 16,9             | n.d                  | 11.0                 | 170                 | 9,8                      |
| 2.0 i.e.   | dal 1979 al 1981 | Benzina | 1995             | 122 CV DIN | 17,5             | n.d                  | 10.7                 | 175                 | 10,4                     |
| 2.0 Diesel | dal 1978 al 1981 | Diesel  | 1995             | 60 CV DIN  | 11,5             | n.d                  | n.d                  | 130                 | 8,5                      |
| 2.5 Diesel | dal 1978 al 1981 | Diesel  | 2445             | 72 CV DIN  | 15,0             | n.d                  | 18.2                 | 145                 | 8,9                      |
|            |                  |         |                  |            |                  |                      |                      |                     |                          |

## Fiat 132 all'estero

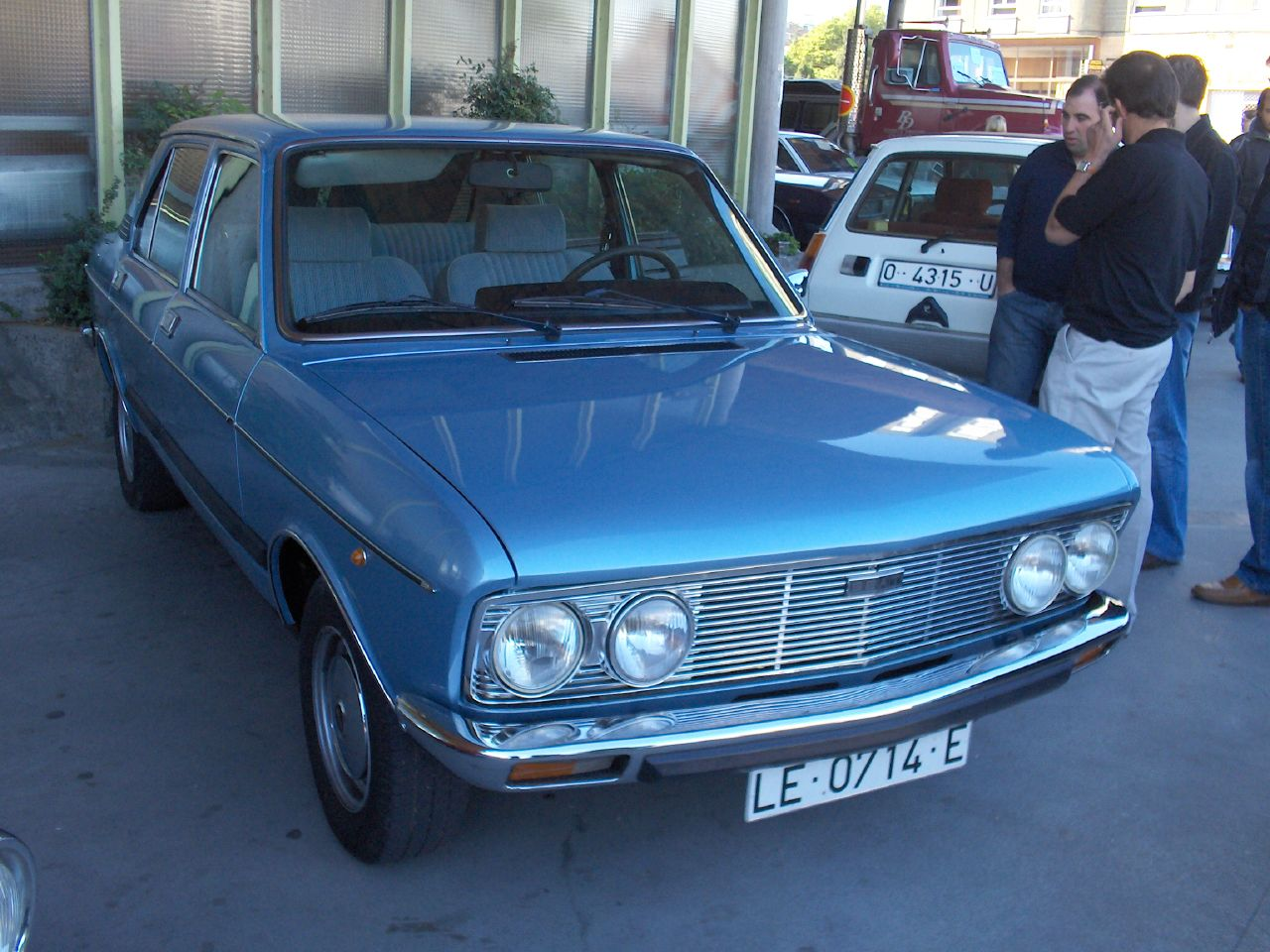
Seat 132

Il modello venne anche costruito in Spagna in quasi 110.000 esemplari dall'allora controllata SEAT e rimarchiata come SEAT 132: disponibile con i motori 1600 e 1800 della prima serie, insieme alla versione 2000 (in realtà 1919 cm³ effettivi per motivi fiscali). Inoltre erano disponibili anche motorizzazioni diesel di 2000 e 2200 cm³ (di origine Mercedes, praticamente le stesse unità montate all'epoca sui modelli W 123).

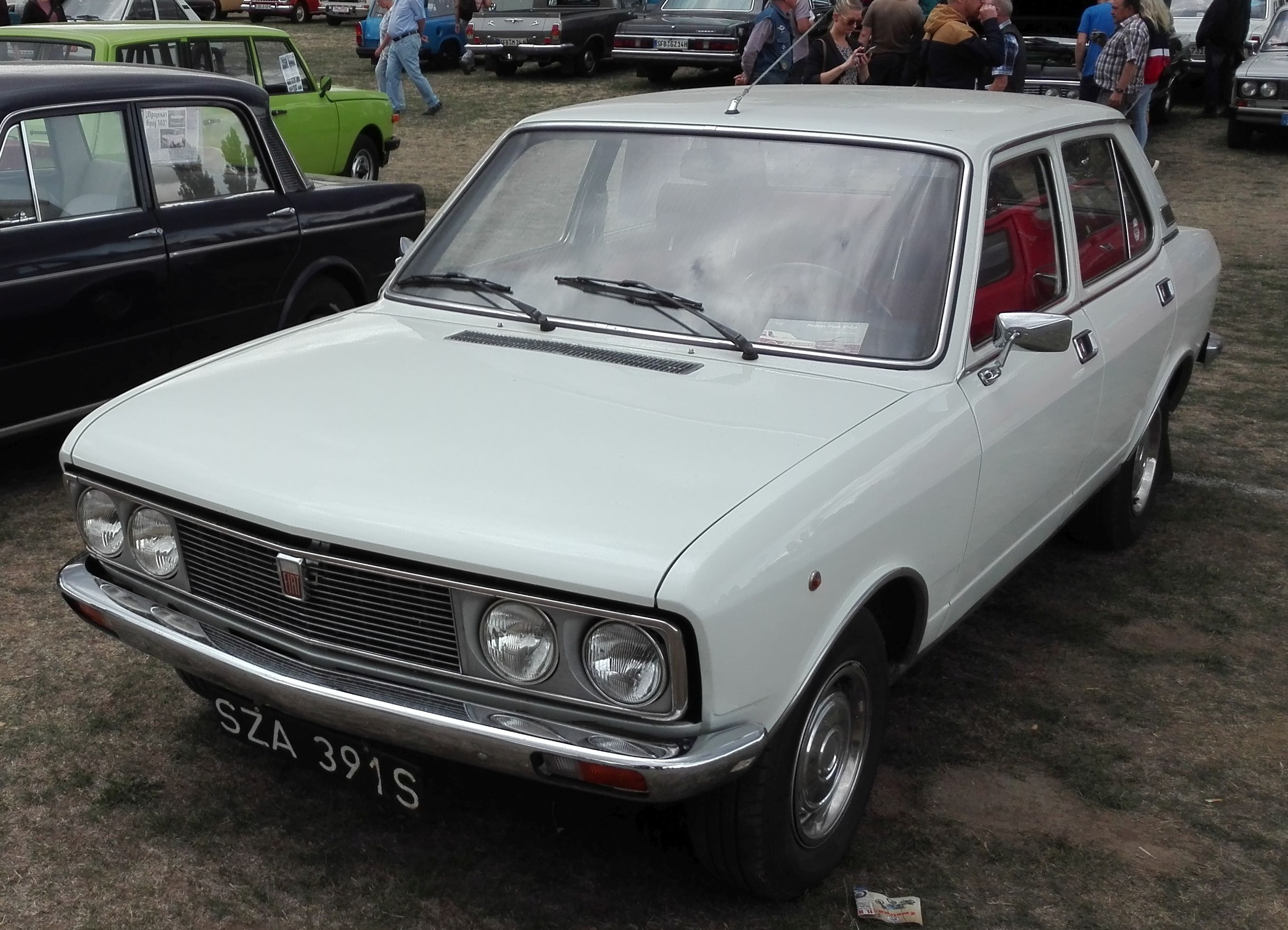
Polski Fiat 132p

In Polonia la Polski Fiat "fabbricò" un certo numero di Polski Fiat 132p, uguali all'originale italiano. In realtà si trattava di esemplari importati dall'Italia praticamente completi e rimarchiati come se fossero prodotti nella fabbrica FSO di Varsavia al fine di eludere la notevole tassazione sui modelli di produzione occidentale. In Polonia venivano montati solo alcuni pezzi quali paraurti, gomme, batteria e loghi identificativi.
In Sudafrica la 132 fu assemblata negli anni settanta su licenza dalla Brits Engineering Industries (B.E.I.), filiale dell'Alfa Romeo, in quanto la Fiat si era ritirata da quel mercato.
In Corea del Sud fu prodotta a partire dal 1979 dalla Kia Motors.

## Versioni speciali e preparate
Nei primi anni '70 la neonata 132 fu oggetto delle attenzioni della Giannini che preparò la "132-2000". Il modello sviluppa 115 CV grazie alla cilindrata maggiorata da 1756 a 1936 cm³, un rapporto di compressione più alto e l'adozione di due carburatori doppio corpo. Cerchi in lega leggera, cambio automatico, sedili anatomici e autoradio erano i principali accessori a pagamento.
La Moretti realizzò alcuni esemplari in allestimento coupé nel 1972, seguiti da una seconda versione nel 1974, caratterizzata da un imponente frontale a 6 fari affiancati.
Molti altri prototipi di allestimenti coupé o giardinetta su autotelaio "132", realizzati da vari carrozzieri, tra i quali Coggiola, Michelotti, Francis Lombardi, Savio e Pininfarina, non ebbero seguito produttivo.

## Dati tecnici
| Caratteristiche tecniche - Fiat 132 | | | |
| Modello                             | Versione "1600" del 1972 | Versione "1800" del 1972 | |
| Motore                              | 4 cilindri in linea ciclo Otto, anteriore longitudinale, raffreddato a liquido | 4 cilindri in linea ciclo Otto, anteriore longitudinale, raffreddato a liquido | 4 cilindri in linea ciclo Otto, anteriore longitudinale, raffreddato a liquido |
| Cilindrata                          | 1.592,4 cm³ (Alesaggio x corsa = 80 x 79,2 mm) | 1.755,6 cm³ (Alesaggio x corsa = 84 x 79,2 mm) | |
| Distribuzione                       | a 2 valvole inclinate con doppio albero a camme in testa mossi da cinghia | a 2 valvole inclinate con doppio albero a camme in testa mossi da cinghia | a 2 valvole inclinate con doppio albero a camme in testa mossi da cinghia |
| Carburatore                         | a doppio corpo invertito Weber 34 DMS o Solex C34 EIES | a doppio corpo invertito Weber 34 DMS o Solex C34 EIES | a doppio corpo invertito Weber 34 DMS o Solex C34 EIES |
| Potenza max                         | 98 CV DIN a 6.000 giri/min | 105 CV DIN a 6.000 giri/min | |
| Coppia max                          | 13,2 mkg DIN a 4.000 giri/min | 14,4 mkg DIN a 4.000 giri/min | |
| Frizione                            | monodisco a secco | monodisco a secco | monodisco a secco |
| Cambio                              | a 4 rapporti + RM, a richiesta 5ª marcia o automatico a 3 rapporti | a 4 rapporti + RM, a richiesta 5ª marcia o automatico a 3 rapporti | a 4 rapporti + RM, a richiesta 5ª marcia o automatico a 3 rapporti |
| Trazione                            | posteriore con differenziale autobloccante a richiesta | posteriore con differenziale autobloccante a richiesta | posteriore con differenziale autobloccante a richiesta |
| Sterzo                              | a vite e rullo | a vite e rullo | a vite e rullo |
| Scocca                              | metallica autoportante | metallica autoportante | metallica autoportante |
| Sospensioni ant.                    | a ruote indipendenti con triangoli oscillanti, ammortizzatori idraulici telescopici | a ruote indipendenti con triangoli oscillanti, ammortizzatori idraulici telescopici | a ruote indipendenti con triangoli oscillanti, ammortizzatori idraulici telescopici |
| Sospensioni post.                   | a ponte rigido ruote indipendenti, bracci di ancoramento, molle elicoidali, ammortizzatori idraulici telescopici | a ponte rigido ruote indipendenti, bracci di ancoramento, molle elicoidali, ammortizzatori idraulici telescopici | a ponte rigido ruote indipendenti, bracci di ancoramento, molle elicoidali, ammortizzatori idraulici telescopici |
| Impianto frenante                   | 4 freni a disco con comando idraulico sulle prime due version, freni a disco anteriori e tamburi posteriori sulla terza serie, servofreno a depressione e limitatore di frenata al retrotreno. Freno a mano sulle posteriori con comando meccanico | 4 freni a disco con comando idraulico sulle prime due version, freni a disco anteriori e tamburi posteriori sulla terza serie, servofreno a depressione e limitatore di frenata al retrotreno. Freno a mano sulle posteriori con comando meccanico | 4 freni a disco con comando idraulico sulle prime due version, freni a disco anteriori e tamburi posteriori sulla terza serie, servofreno a depressione e limitatore di frenata al retrotreno. Freno a mano sulle posteriori con comando meccanico |
| Pneumatici                          | 170 SR x 13" o 175 SR x 13" | 170 SR x 13" o 175 SR x 13" | 170 SR x 13" o 175 SR x 13" |
| Carreggiata                         | anteriore 1.313 mm, posteriore 1.321 mm | anteriore 1.313 mm, posteriore 1.321 mm | anteriore 1.313 mm, posteriore 1.321 mm |
| Peso                                | 1.070 kg | 1.070 kg | 1.070 kg |
| Serbatoio                           | 56 litri | 56 litri | 56 litri |
| Velocità massima                    | 165 km/h | 170 km/h | |